# ジェリー・マクナマラ
ジェリー・マクナマラ（Gerry McNamara, 1983年8月28日 - ）は、アメリカ合衆国のバスケットボール選手。ペンシルベニア州スクラントン出身。NBAデベロップメント・リーグ（以下NBADL）のベーカーズフィールド・ジャムに所属している。大学時代はシラキュース大学のバスケットボールチーム「シラキュース・オレンジ」のガードで、2002年から2006年まで活躍した。
大学4年間に135試合に出場し、2006年5月に「Speech Communication」の学位で卒業した。

## オレンジでの活躍
- 2003年 シラキュース大学のヘッドコーチ「ジム・ボーヘム」にスカウトされ大学1年の時からレギュラー入り。その年にNCAA全米チャンピオンになる。この時のチャンピオンメンバーはデンバー・ナゲッツのカーメロ・アンソニーやメンフィス・グリズリーズのハキム・ウォリックがいる。
- 2005年 チームがビッグ・イーストで優勝。イズミルで開かれたユニバーシアードで金メダル獲得。
- 2006年 2年連続でビッグ・イースト優勝。

## シラキュースでの人気
NBAで人気のカーメロ・アンソニーもシラキュースで人気があるが、オレンジでは1年間しかプレイせずにNBA入りしてしまっている。それに比べ在籍1年目で全米優勝の立役者となり、3年目、4年目と連続してビッグイースト優勝に導いているマクナマラの人気は抜群である。
2006年シラキュース市のカルーセルモールで開かれたサイン会には4時間待ちの長蛇の列ができた。

## プロキャリア
シラキュース大学を卒業後の2006年8月、オーランド・マジックのメンバーとしてサマーリーグに参加した（夏季に開催され、主に新人選手や若手選手の実力が見極められるリーグ）。しかしその後はマジックから正式オファーがなかった。9月にはギリシャリーグのオリンピアコスBC（Olympiacos BC）と1年契約に達したが、ユーロリーグに1試合1分間出場しただけで、11月に帰国した。12月にNBADLのジャムと契約した。

## その他
高校時代に着用していた31番はシラキュース大学では永久欠番であった為、大学時代は3番を着用した。